# I’d Rather Be Flag-Burning
I’d Rather Be Flag-Burning – split Propagandhi z I Spy. Utwory z tej płyty zostały wydane później na dwóch osobnych, kompilacyjnych albumach zespołów: Where Quantity Is Job #1 Propagandhi i I Spy Perversity Is Spreading... It’s About Time!.

## Lista utworów
1. Propagandhi – "The Overtly-Political-But-Oh-So-Intensely-Personal-Song" (a.k.a. "Mutual Friend") – 0:47
2. Propagandhi – "...Little Ditty" – 0:32 (unlisted track)
3. Propagandhi – "And We Thought Nation States Were a Bad Idea" – 2:28
4. Propagandhi – "The Woe-Is-Me-I'm-So-Misunderstood-Song" (a.k.a. "Utter Crap Song") – 1:29
5. Propagandhi – "Oka Everywhere" – 2:21
6. Noam Chomsky – "On Violence" (a.k.a. "Chomsky Being Smart") – 0:35
7. Propagandhi – "Haille Does Hebron" – 3:35
8. I Spy – "Remain" – 1:30
9. I Spy – "Just Between Friends" – 2:06
10. I Spy – "No Exchange" – 1:27
11. I Spy – "T.I.Y. (Title It Yourself)" – 0:30
12. I Spy – "Digging a Grave". – 1:08
13. I Spy – "Because They Can't Speak for Themselves, Fucker" – 0:36
14. I Spy – "60 Billion Served" – 2:18
15. I Spy – "Appliances and Cars" – 4:00
16. I Spy – "Last Man on Earth" – 3:04